# Европско првенство у атлетици у дворани 1988 — бацање кугле за жене
Такмичење у бацању кугле у женској конкуренцији на 19. Европском првенству у атлетици у дворани 1988. одржано је 6. марта у Будимпешти, Мађарска.
Титулу освојену у Лијевену  1987. није бранила Наталија Архименко из Совјетског Савеза.

## Земље учеснице
Учествовало је 9 бацачица кугле из 8 земља.
1. Бугарска (1)
2. Западна Немачка (1))
3. Источна Немачка (1)
4. Мађарска (1)
5. Совјетски Савез (1)
6. Финска (1)
7. Чехословачка
8. Шпанија (1)

## Рекорди
Извор:
| Рекорди пре почетка Европског првенства у дворани 1988.     | Рекорди пре почетка Европског првенства у дворани 1988. | Рекорди пре почетка Европског првенства у дворани 1988. | Рекорди пре почетка Европског првенства у дворани 1988. | Рекорди пре почетка Европског првенства у дворани 1988. | Рекорди пре почетка Европског првенства у дворани 1988. |
| ----------------------------------------------------------- | ------------------------------------------------------- | ------------------------------------------------------- | ------------------------------------------------------- | ------------------------------------------------------- | ------------------------------------------------------- |
| Светски рекорд                                              | Хелена Фибингерова                                      | Чехословачка                                            | 22,50                                                   | Јаблонец, Чехословачка                                  | 19. фебруар 1977.                                       |
| Европски рекорд                                             | Хелена Фибингерова                                      | Чехословачка                                            | 22,50                                                   | Јаблонец, Чехословачка                                  | 19. фебруар 1977.                                       |
| Рекорди европских првенстава                                | Хелена Фибингерова                                      | Чехословачка                                            | 21,46                                                   | Сан Себастијан, Шпанија                                 | 13. март 1977.                                          |
| Рекорди после завршеног Европског првенства у дворани 1988. |                                                         |                                                         |                                                         |                                                         |                                                         |
| Нових рекорда није било.                                    |                                                         |                                                         |                                                         |                                                         |                                                         |

## Освајачи медаља
|                               |                                  |                               |
| Клаудија Лош Западна Немачка{ | Лариса Пелешенко Совјетски Савез | Катрин Најмке Источна Немачка |

## Резултати
Извор:

### Финале
| Пласман | Атлетичарка               | Земља           | Резултат | Белешка |
| ------- | ------------------------- | --------------- | -------- | ------- |
|         | Клаудија Лош              | Западна Немачка | 20,39    |         |
|         | Лариса Пелешенко          | Совјетски Савез | 20,23    |         |
|         | Катрин Најмке             | Источна Немачка | 20,20    |         |
| 4.      | Светла Миткова            | Бугарска        | 20,07    |         |
| 5.      | Соња Вашичкова            | Чехословачка    | 19,99    |         |
| 6.      | Алена Витоулова           | Чехословачка    | 18,41    |         |
| 7.      | Викторија Шелингер−Хорват | Мађарска        | 18,38    |         |
| 8.      | Аста Хови                 | Финска          | 17,40    |         |
| 8.      | Маргарита Рамос           | Шпанија         | 15,42    |         |

## Укупни биланс медаља у бацању кугле за жене после 19. Европског првенства у дворани 1970—1988.
|    | Земља                |    |    |    |    |
| -- | -------------------- | -- | -- | -- | -- |
| 1. | Чехословачка         | 8  | 3  | 1  | 12 |
| 3. | Совјетски Савез      | 4  | 4  | 3  | 11 |
| 3. | Источна Немачка      | 3  | 8  | 9  | 20 |
| 4. | Западна Немачка      | 2  | 3  | 3  | 8  |
| 5. | Бугарска             | 2  | 0  | 1  | 3  |
| 6. | Пољска               | 0  | 1  | 0  | 1  |
| 7. | Уједињено Краљевство | 0  | 0  | 1  | 1  |
| 7. | Румунија             | 0  | 0  | 1  | 1  |
|    | Укупно {8}           | 19 | 19 | 19 | 57 |

|     | Атлетичарка        | Земља           |   |   |   |    |
| --- | ------------------ | --------------- | - | - | - | -- |
| 1.  | Хелена Фибингерова | Чехословачка    | 8 | 3 | 0 | 11 |
| 2.  | Надежда Чижова     | Совјетски Савез | 3 | 1 | 0 | 4  |
| 3.  | Клаудија Лош       | Западна Немачка | 2 | 2 | 0 | 4  |
| 4.  | Иилона Слупјанек   | Источна Немачка | 2 | 1 | 1 | 4  |
| 5.  | Маријане Адам      | Источна Немачка | 1 | 1 | 2 | 4  |
| 6.  | Иванка Христова    | Бугарска        | 1 | 0 | 1 | 2  |
| 7.  | Хајди Кригер       | Источна Немачка | 0 | 2 | 1 | 3  |
| 8.  | Антонина Иванова   | Совјетски Савез | 0 | 1 | 2 | 3  |
| 8.  | Ева Вилмс          | Западна Немачка | 0 | 1 | 2 | 3  |
| 10. | Хелма Кноршајт     | Источна Немачка | 0 | 1 | 1 | 2  |
| 11. | Хелке Хартвиг      | Источна Немачка | 0 | 0 | 2 | 2  |